# Cephalaria tchihatchewii
Cephalaria tchihatchewii är en tvåhjärtbladig växtart som beskrevs av Pierre Edmond Boissier. Cephalaria tchihatchewii ingår i släktet jätteväddar, och familjen Dipsacaceae. Inga underarter finns listade i Catalogue of Life.